# Yiyang
För andra betydelser, se Yiyang (olika betydelser).
Yiyang är en stad på prefekturnivå i Hunan-provinsen i södra Kina. Den ligger omkring 94 kilometer väster om provinshuvudstaden Changsha.

## Administrativ indelning
Yiyang är indelat i två distrikt som omfattar den egentliga staden. Landsbygden, som utgör mer än 68 procent av stadsprefekturens yta, är indelad i tre härad; dessutom lyder en satellitstad på häradsnivå under Yiyang.
- Stadsdistriktet Heshan - 赫山区 Hèshān qū ;
- Stadsdistriktet Ziyang - 资阳区 Zīyáng qū ;
- Staden Yuanjiang - 沅江市 Yuánjiāng shì ;
- Häradet Nan - 南县 Nán xiàn ;
- Häradet Taojiang - 桃江县 Táojiāng xiàn ;
- Häradet Anhua - 安化县 Ānhuà xiàn.

## Klimat
Genomsnittlig årsnederbörd är 1 732 millimeter. Den regnigaste månaden är maj, med i genomsnitt 322 mm nederbörd, och den torraste är december, med 52 mm nederbörd.